# 千鳥線

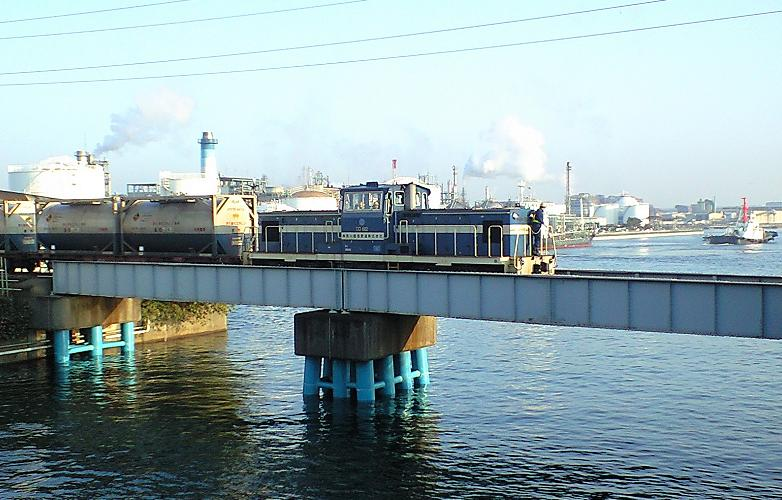
在千鳥線行走的貨運列車（2008年11月）

千鳥線（日语：／ Chidori sen */?）是一條連接神奈川縣川崎市川崎區川崎貨物站至千鳥町站之間的神奈川臨海鐵道路線。

## 路線數據
- 管轄（事業類別）：神奈川臨海鐵道（第一種鐵道事業者）
- 路線距離：4.2 公里[1]
- 營業距離：25.0 公里（事實上為計劃運費的公里數）[2]
- 軌距：1067毫米
- 車站數目：2個（包括起終點站）
- 雙線區間：沒有（全線單線）
- 電氣化區間：沒有（全線非電氣化）
- 閉塞方式：電氣路籤閉塞

## 概要

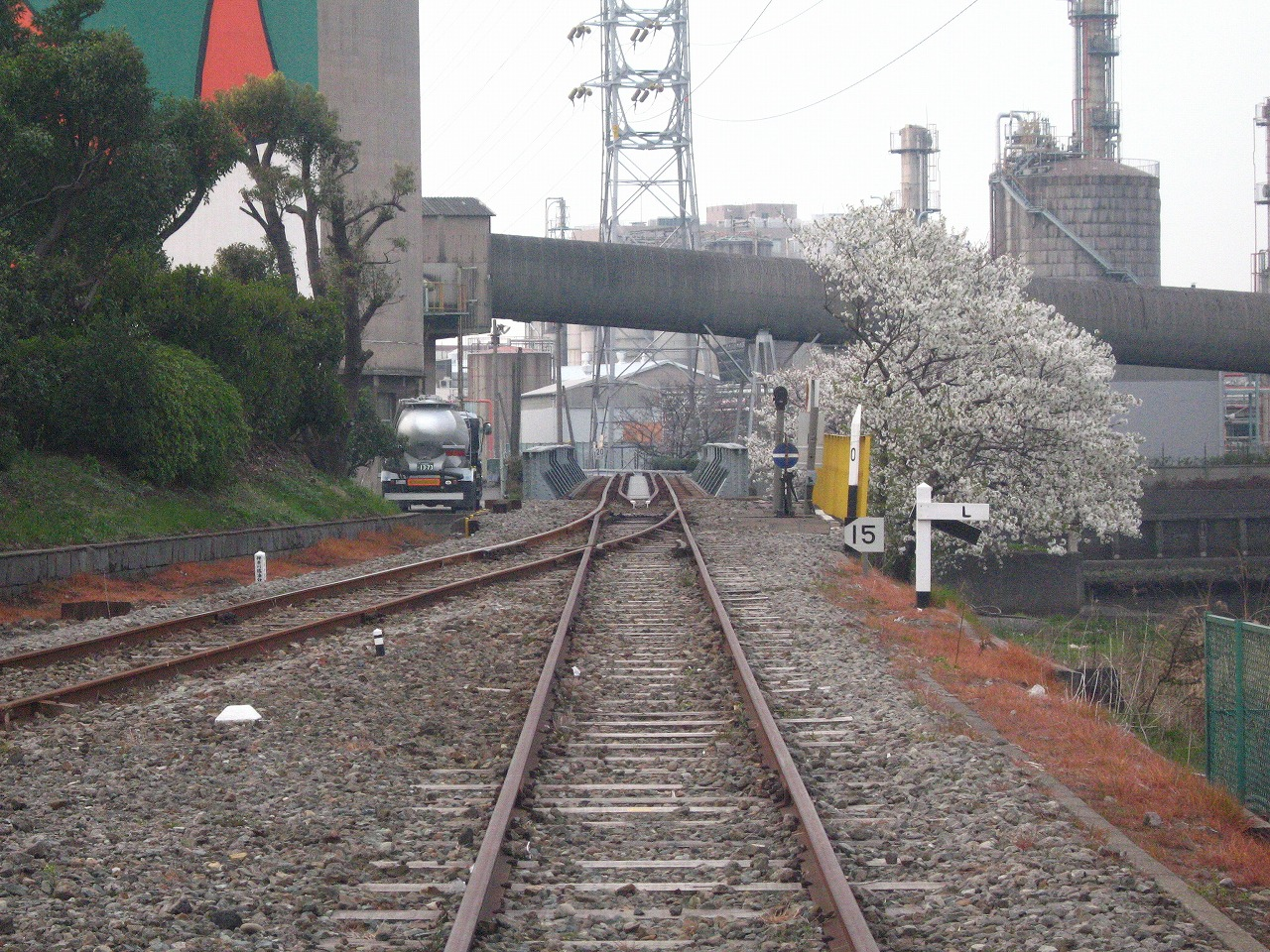
千鳥町中通稱「東線分岐」地點。（2006年3月27日拍攝）

千鳥線是一條以川崎區沿海開墾的填海地上以逆時針方向建設的貨運線路線。填海地的地名為千鳥町。
鐵路線從日本貨物鐵道（JR貨物）的川崎貨物站出發，在越過千鳥運河後設有分支點（通稱：東線分岐）。該分支向西前往可前往川崎市營埠頭的本線，南下稱為「千鳥東線」。
從東線分岐往川崎市營埠頭方向設有稱為「千鳥町西群線」的小規模編組場。以南設有川崎市營埠頭，在埠頭終頭為千鳥町站（距離川崎貨物站4.2公里）。曾經有許多專用線從本線分支，現時許多均已經停用。
現時，千鳥東線中只有運送至昭和電工的EDTA罐式貨櫃班次，每日1班。千鳥東線的終端在2008年5月1日起遷移至昭和電工專用線分支點前方50米處。

## 運行形態
截至2012年3月17日，每日設有4往返貨運列車班次（在2006年8月9日，於千鳥町站到發的定期貨運班次全部取消，直至2008年1月重開。）。

## 歷史
- 1964年（昭和39年）3月25日 - 鹽濱操 - 千鳥町之間開通。
- 1990年（平成2年）3月10日 - 鹽濱操站改名為川崎貨物站。

## 車站列表
川崎貨物 –  千鳥町

## 接續路線
- 川崎貨物站：東海道本線（貨物支線）、神奈川臨海鐵道浮島線

## 註腳
1. ↑  國土交通省鐵道局監修《鉄道要覧》平成18年度版，電氣車研究會，鐵道圖書刊行會，p.120
2. ↑  JR貨物時間表2002年版
3. ↑  《MONTHLYかもつ》2010年1月號，鐵道貨物協會